# Dimény József
Dimény József (nagygalambfalvai) (Torda, 1792 – Gyulafehérvár, 1855. január) református lelkész.

## Élete
Tordán, Nagyenyeden, és Göttingenben tanult. Egy évig gróf Teleki Sámuel udvari papja volt, majd hat éven át a máramarosszigeti jogakadémián tanított. 1828-tól 1843-ig Marosvásárhelyen szolgált lelkészként, egyben Marosszék táblabírája is volt. Innen Felvincre hívták lelkésznek. 1848 novemberében a román fölkelők porrá égették Felvincet, ahonnan Dimény Tordára, majd Kolozsvárra menekült. Ezalatt meghalt neje, s ő 1850. október 13. Bukarestbe ment három leányával, és az ottani református magyar egyház papja volt. Az ő nevéhez fűződik egy új református temető megszerzése a Giulești negyedben.
Az egyház pénztárosának árulása nyomán 1852 tavaszán vádat emeltek ellene, hogy szállást adott Váradi Józsefnek, a Makk-féle összeesküvés résztvevőjének, ezért a bukaresti osztrák konzul Nagyszebenbe küldte a katonai parancsnoksághoz. Kilenc hónapi vizsgálati fogság után négy év börtönre ítélték, és Gyulafehérvárra vitték. A börtönben halt meg 1855. januárban.
Műve: A polgári társaságot boldogító fejedelmi erények első Ferencz ő cs. kir. és apost. felségének végtiszteletére 1835. ápr. 5. a marosvásárhelyi templomban. Marosvásárhely, 1835.)